# تشارلز دينجل
تشارلز دينجل (بالإنجليزية: Charles Dingle)‏ مواليد 28 ديسمبر 1887 - الوفاة 19 يناير 1956، هو ممثل أمريكي.

## الأعمال
- الذئاب الصغيرة
- جوني إيجر
- حديث المدينة
- أنشودة بيرناديت
- ميدالية لبيني
- الأخت كيني
- ادعني مدام

## روابط خارجية
- تشارلز دينجل على موقع IMDb (الإنجليزية)
- تشارلز دينجل على موقع ألو سيني (الفرنسية)
- تشارلز دينجل على موقع أول موفي (الإنجليزية)
- تشارلز دينجل على موقع قاعدة بيانات برودواي على الإنترنت (الإنجليزية)
- تشارلز دينجل على موقع قاعدة بيانات برودواي على الإنترنت (الإنجليزية)
- تشارلز دينجل على موقع قاعدة بيانات الأفلام السويدية (السويدية)
- تشارلز دينجل على موقع إن إن دي بي (الإنجليزية)
- تشارلز دينجل على موقع قاعدة بيانات الفيلم (الإنجليزية)
- تشارلز دينجل على موقع كينوبويسك (الروسية)